# Paleosuolo

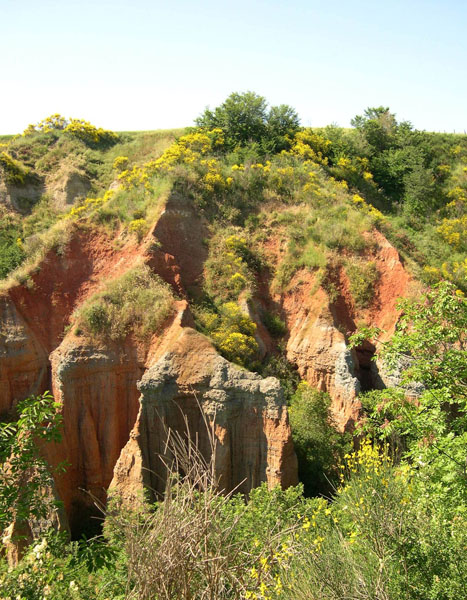
Un paleosuolo, Toscana.

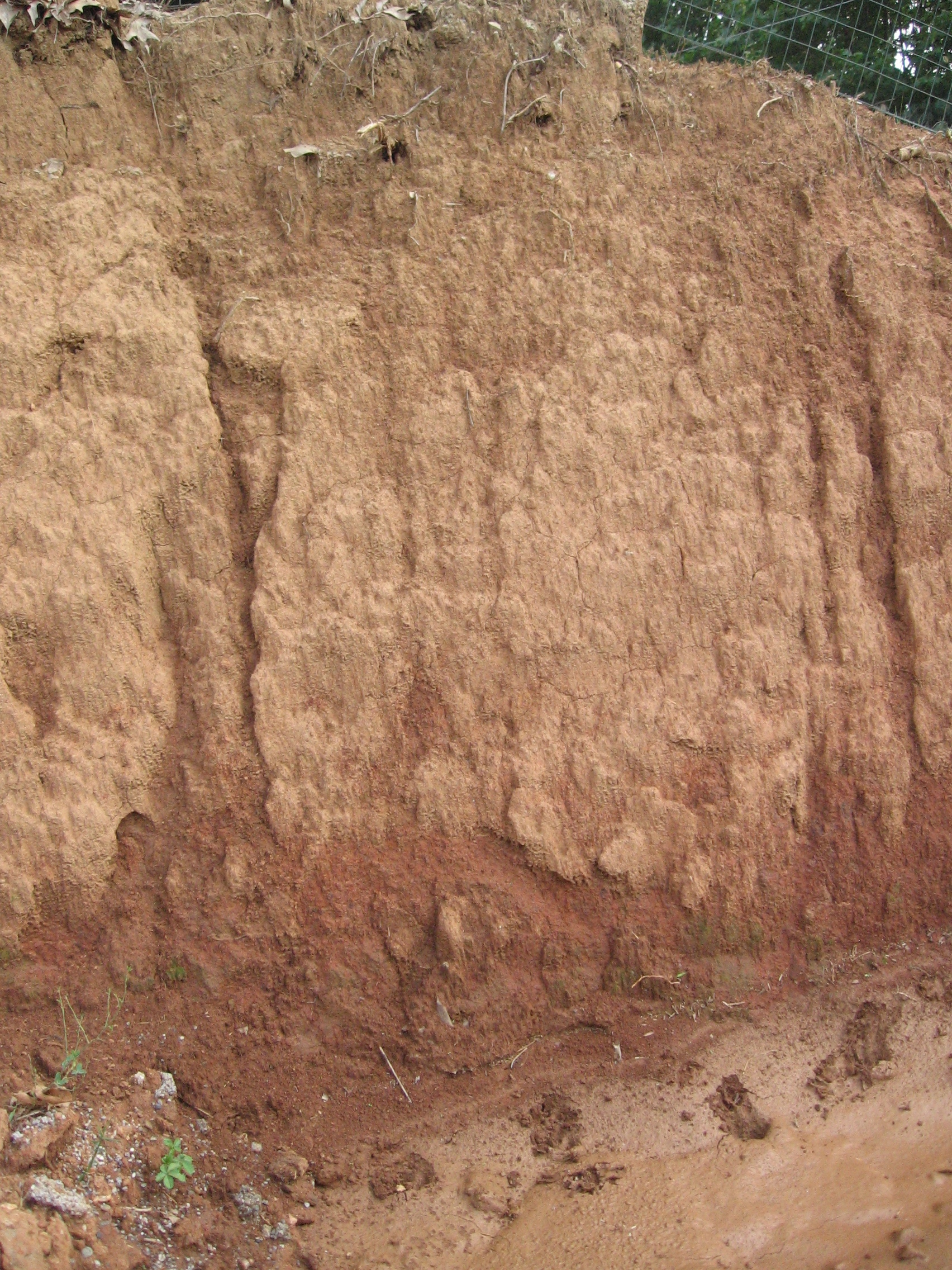
Orizzonte sottosuperficiale arrossato, risultato di una pedogenesi lunga in clima a tratti più caldo di quello attuale. Gli orizzonti superficiali sono invece di colore bruno, in equilibrio con il clima attuale (Triuggio, Brianza).

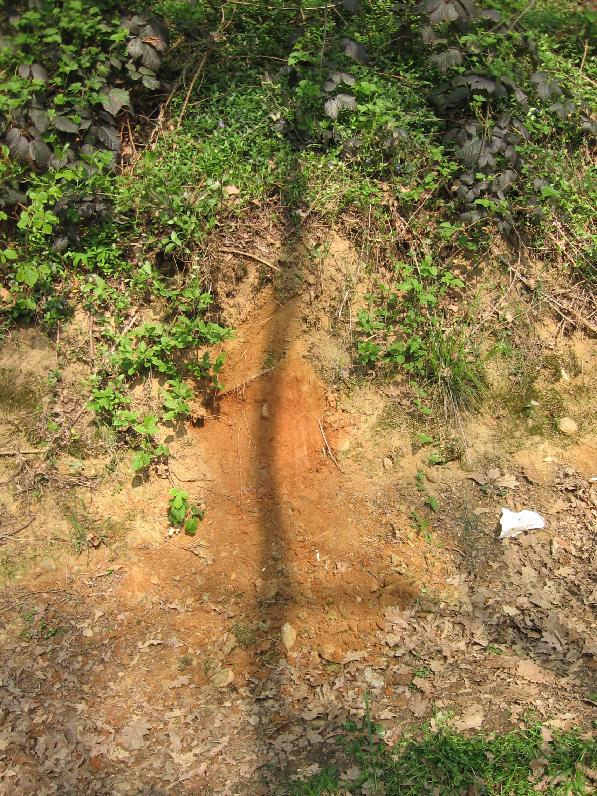
Paleosuolo con orizzonte sottosuperficiale arrossato (ferretto), Besana Brianza.

Un paleosuolo (dal greco palaios, antico e dal latino solum, suolo) è una particolare tipologia di suoli contraddistinti da processi evolutivi sviluppatisi su tempi molto lunghi, che porta questi suoli a manifestare caratteristiche che mal si conciliano con le condizioni ambientali attuali. La lunghezza dei cicli pedogenetici, ad esempio, ha portato questi suoli ad attraversare condizioni climatiche differenti, o ad avere subito seppellimenti sotto materiali geologici di altra origine.

## Tipologie di paleosuoli
Il pedologo francese Duchaufour ha proposto la classificazione dei paleosuoli in cinque categorie:
- suoli fossili, in cui potenti deposizioni di sedimenti o abbondanti colate laviche hanno sepolto il suolo originario, sigillandolo e impedendogli così ogni contatto successivo con l'atmosfera e la biosfera.
- suoli policiclici (o poligenetici), prodotti da una successione di più cicli di pedogenesi, separati da un qualche "evento traumatico" (significativo cambio climatico, forte erosione, ecc.). L'ultimo di questi cicli può avere parzialmente interessato il suolo "precedente", ringiovanendolo;
- suoli antichi, in cui i processi durano indisturbati da più di 10-12.000 anni, data di inizio dell'Olocene; questo a causa della stabilità delle condizioni climatiche, che in questo periodo di tempo non hanno subito significative variazioni. Tale definizione è però bersaglio di critiche;[1]
- suoli composti, in cui i differenti cicli hanno interessato substrati differenti, senza che il secondo processo fosse andato ad interessare il prodotto del primo, oramai terminato;
- suoli complessi, analoghi ai precedenti ma con la differenza che i processi pedogenetici recenti sono andati ad interessare il materiale anticamente pedogenizzato.

## Metodologie di studio dei paleosuoli
I paleosuoli manifestano delle particolari caratteristiche che, se adeguatamente analizzate e valutate, permettono di determinare l'entità dell'alterazione subita dai minerali del suolo, al fine di determinarne l'età; possono pertanto essere calcolati diversi indici.

### Tasso di saturazione in basi
Uno fra i tanti può essere il tasso di saturazione in basi, definito come il rapporto percentuale fra il contenuto in cationi scambiabili (ioni calcio, magnesio, sodio, potassio) e capacità di scambio cationico; esso generalmente diminuisce all'aumentare dell'età del suolo. L'utilizzo del tasso di saturazione in basi viene utilizzato anche in alcune classificazioni pedologiche come la Soil Taxonomy statunitense, che pone la soglia del 35% come discrimine fra suoli degli ordini degli Alfisol, più giovani, e Ultisol, più evoluti.

### pH di abrasione
Il pH di abrasione è dato dal valore di pH della frazione sabbiosa fine del suolo; la differenza fra questo valore e il valore di pH del suolo crescerebbe al crescere dell'età del paleosuolo in esame.